# طول موج

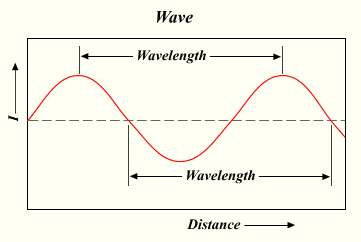
طول موج در یک موج سینوسی

طولِ موج (به انگلیسی: Wavelength) به فاصلهٔ بین دو قلهٔ متوالی موج (یا بین هر دو نقطهٔ تکراری موج که شکل یکسان دارند) گفته می‌شود و آن را با {\displaystyle \lambda }(لاندا) نشان می‌دهند. برای دو موجی که دارای سرعت یکسان باشند، موجی که دارای بسامد (فرکانس) بالاتری است طول موج کوتاه‌تر دارد و موجی که بسامد پایین‌تری دارد، طول موج بلندتری دارد.
حاصل ضرب طول موج در بسامد (فرکانس) موج برابر با سرعت موج است.
همهٔ شکل‌های انرژی متحرک، از جمله صدا و نور به صورت موج حرکت می‌کنند. همهٔ آن‌ها، طول موجی دارند. برای مثال، وقتی موج‌های صدا در هوا حرکت می‌کنند، در فشار هوا تغییر اندکی به‌وجود می‌آورند. قله‌های موج‌های صدا نقطه‌هایی هستند که فشار هوا به بیشترین حد خود می‌رسد. گوش انسان، تغییر فشار هوا را دریافت می‌کند و پیامی به مغز می‌فرستد.
طول موج نیز مانند بسامد، روی ویژگی‌های موج تأثیر می‌گذارد؛ زیرا این دو باهم ارتباط نزدیک دارند. برای مثال، موج‌های صدای کم بسامد نسبت به موج‌های صدای پر بسامد، طول موج بزرگ‌تری دارند. همچنین طول موج نور سرخ از طول موج نور آبی بزرگ‌تر است. نور بخشی از گسترهٔ موج‌های انرژی است که شامل موج‌های رادیویی، ریزموج (مایکروویو)، پرتوهای فروسرخ، پرتوهای فرابنفش، پرتوهای ایکس و پرتوهای گاما می‌شود که همهٔ آن‌ها با سرعت ۳۰۰ هزار کیلومتر بر ثانیه حرکت می‌کنند. همهٔ این‌ها باهم طیف الکترومغناطیس را تشکیل می‌دهند.

## طول موج در تابش الکترومغناطیسی

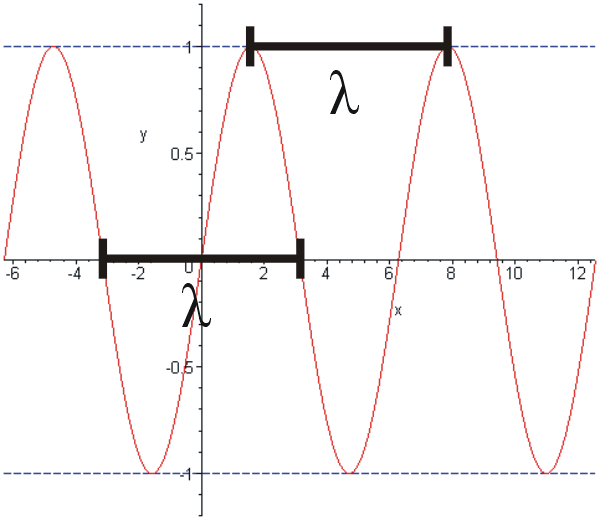
طول موج نوسان هماهنگ سینوسی

در قسمتی از تابش الکترومغناطیسی که به نور معروف است، طول موج، مشخص‌کنندهٔ رنگ تابش است. با تعیین رنگ، انرژی و طول موج، می‌توان یک موج را نسبت به دیگر موج‌ها سنجید. به عنوان مثال طول موج‌های کوتاه در طیف مرئی (۳۸۰ تا ۷۵۰ نانومتر) در ناحیهٔ بین آبی و فرابنفش قرار می‌گیرند درحالی‌که رنگ قرمز دارای طول موج‌های بلندتری است. فاصله بین این قله‌های موج آن‌چنان کوچک است که واحد آن را نانومتر (ده به توان منفی نه) یا میکرون (ده به توان منفی شش) قرار داده‌اند. تابش الکترومغناطیسی طیف طولانی از طول موج‌های بلند رادیویی تا طول موج‌های کوتاه پرتو ایکس را شامل می‌شود.
چون شکل موج با سرعت ثابت c پیش می‌رود، فاصلهٔ یک طول موج را در زمان یک دورهُ تناوب طی می‌کند. موج علاوه بر طول موج دارای یک بسامد است که با واحد اصلی هرتز (Hz) و واحدهایی مانند (MHz, GHz, KHz, THz) اندازه‌گیری می‌شود.
سرعت امواج الکترومغناطیسی در خلأ، تابع طول موج نیست و برابر با مقدار ثابتی است که سرعت نور نامیده می‌شود.